# Cahaba Heights
Cahaba Heights è stato un census-designated place (CDP) degli Stati Uniti d'America situato nella contea di Jefferson dello stato dell'Alabama. Dal 2010 Cahaba Heights è considerato un neighborhood del comune (city) di Vestavia Hills e come tale non viene più censito separatamente.